# Philautus femoralis
Philautus femoralis är en groddjursart som först beskrevs av Günther 1864.  Philautus femoralis ingår i släktet Philautus och familjen trädgrodor. Inga underarter finns listade i Catalogue of Life.